# Гнедов, Василиск
Васили́ск Гне́дов (настоящее имя — Васи́лий Ива́нович Гне́дов; 6 (18) марта 1890, слобода Маньково-Берёзовская, область Войска Донского — 5 ноября 1978, Херсон) — русский поэт-авангардист, один из лидеров движения эгофутуристов. Был репрессирован, арестован в 1938 году. Реабилитирован 23 декабря 1989 года

## Биография

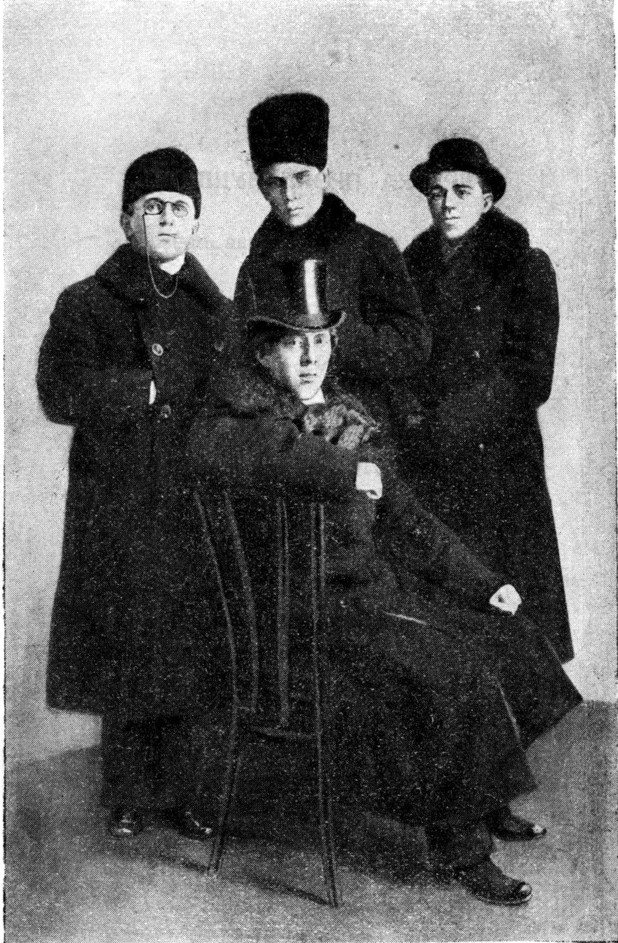
Ареопаг ассоциации Эго-Футуризм.
Сидит: Иван Игнатьев.
Стоят: Дмитрий Крючков, Василиск Гнедов и Павел Широков

Василий Гнедов родился в семье мещанина и крестьянки. Учился сначала в земской школе, затем в начальном училище в станице Каменской и в средне-техническом училище в Ростове-на-Дону, из последнего класса которого был исключён.
В 1912 году приехал в Петербург, вскоре сошёлся с эгофутуристами. Участвовал в выпуске нескольких сборников эгофутуристов. В 1913 году в издательстве «Петербургский глашатай» вышли две книги стихов Гнедова — «Гостинец сентиментам» и «Смерть искусству: пятнадцать (15) поэм»; в 1914 — «Книга Великих» (совместно с П. Широковым). С 1914 года Гнедов сблизился с кубофутуристами, в 1917—1918 совместно с некоторыми из них (Велимир Хлебников, В. В. Маяковский, В. В. Каменский) участвовал в выступлениях и диспутах, но так и не примкнул к их движению. Велимир Хлебников включает Гнедова в «Общество Председателей Земного Шара».
В 1915—1916 участвовал в Первой мировой войне, в 1917 — в обеих российских революциях (с 1925 состоял в ВКП(б)). С 1921 года отошёл от литературных дел (не перестав писать стихи), работал инженером.
В 1936 году был репрессирован и около 20 лет провёл в лагерях. После освобождения в середине 50-х возобновил занятия литературой.
Умер в Херсоне в 5 ноября 1978 года.

## Творчество
Гнедов известен по своим заумным стихотворениям, что стилистически приближает его к кубофутуризму. Эпатаж был неотъемлемой деталью творчества Гнедова. Скандальную известность ему принесла «Поэма конца», которой заканчивалась книга «Смерть искусству»: в ней не было ни одного знака (в печатном виде она представляла собой белую страницу с названием), а при чтении её вслух Гнедов, по свидетельству Владимира Пяста, делал только один жест рукой, не произнося ни слова: 

«Слов она (поэма) не имела и вся состояла только из одного жеста руки, поднимаемой перед волосами, и резко опускаемой вниз, а затем вправо вбок. Этот жест, нечто вроде крюка, и был всею поэмой».
 К этому финалу постепенно вели всё более и более укорачивающиеся «поэмы» сборника «Смерть искусству», среди которых были такие тексты, как «Буба. Буба. Буба», «У—» и «Ю» (предпоследняя).
В дальнейших стихотворениях Гнедов отходит от заумных приёмов; стихотворения, написанные после освобождения из лагеря в последние годы, опубликованы лишь в 1990-е годы. Ему также принадлежат созданные до революции «егофутурнi піснi» на украинском языке — первые футуристические опыты в украинской поэзии (их отмечал Микола Зеров).

## Семья

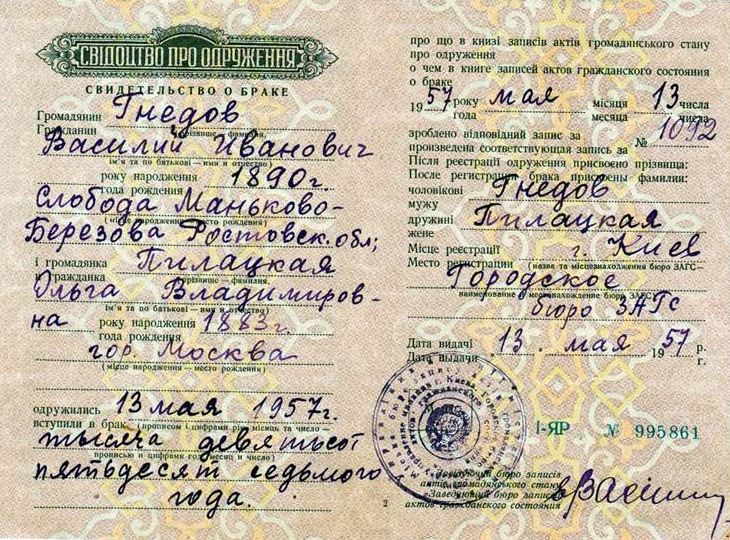
Свидетельство о браке между Василием Гнедовым и Ольгой Пилацкой, выданное спустя 20 лет после её расстрела

- Жена — Ольга Владимировна Пилацкая (1883—1937), расстреляна.[4]